# ديفيد لوي (ملحن)
ديفيد لوي (بالإنجليزية: David Lowe)‏ هو ملحن بريطاني، ولد في 11 أبريل 1959 في Sutton Coldfield ‏ في المملكة المتحدة.

## وصلات خارجية
- ديفيد لوي على موقع IMDb (الإنجليزية)
- ديفيد لوي على موقع ميوزك برينز (الإنجليزية)
- ديفيد لوي على موقع ديسكوغز (الإنجليزية)
- ديفيد لوي على موقع ديسكوغز (الإنجليزية)
- ديفيد لوي على موقع قاعدة بيانات الفيلم (الإنجليزية)